# Jordan Charney
Jordan Charney (New York, 1 april 1937) is een Amerikaans televisie- en theateracteur. 

## Biografie
Charney heeft de high school doorlopen aan de Brooklyn College in Brooklyn (New York) en haalde in 1962 zijn diploma.
Charney begon in 1954 met acteren in de televisieserie The Secret Storm. Hierna heeft hij nog meerdere rollen gespeeld in televisieseries en films zoals Love of Life (1965), Another World (1967-1974), The Hospital (1971), All My Children (1975), Dallas (1979), Frances (1982), Ghostbusters (1984), Falcon Crest (1984), Santa Barbara (1985), Dynasty (1987-1988) en Law & Order (1992-2006). 
Charney is in 1966 getrouwd en heeft hieruit een dochter en een zoon.

## Filmografie[3]

### Films
Selectie:
- 2007 Anamorph – als voorzitter
- 1988 Baja Oklahoma – als Beecher Perry
- 1985 Crime of Innocence – als Spencer Mulholland
- 1984 Ghostbusters – als decaan Yager
- 1982 Frances – als Harold Clurman
- 1976 Network – als Harry Hunter
- 1971 The Hospital – als Hitchcock

### Televisieseries
Uitgezonderd eenmalige gastrollen.
- 2000 – 2006 Law & Order – als rechter Donald Karan – 8 afl.
- 2001 100 Centre Street – als Rechter Kelleher – 5 afl.
- 1990 Mancuso, FBI – als Jiri – 2 afl.
- 1989 Matlock – als Warden Paul Branden – 2 afl.
- 1987 – 1988 Dynasty – als Bill Cochran – 5 afl.
- 1985 Santa Barbara – als Dr. Renfro – 21 afl.
- 1985 Robert Kennedy & His Times – als Arthur Schlesinger – miniserie
- 1984 Falcon Crest – als Norton Crane – 6 afl.
- 1981 Hill Street Blues – als Ed Chapel – 3 afl.
- 1981 – 1983 Three's Company – als Frank Angelino – 11 afl.
- 1982 General Hospital – als dr. Seymour Katz - 4 afl.
- 1979 Dallas – als inspecteur Sutton – 2 afl.
- 1977 The Andros Targets – als Ted Bergman - ? afl.
- 1975 – 1977 One Life to Live – als Luitenant Vincent Wolek - 2 afl.
- 1974 Guiding Light – als dr. Harold Eberhart - 3 afl.
- 1967 – 1974 Another World – als Sam Lucas - 9 afl.
- 1965 Love of Life - als dr. Tony Vento - 18 afl.

## Theaterwerk opBroadway[4]
- 1980 Talley's Folley – als Matt Friedman
- 1969 The Gingham Dog – als Vincent
- 1967 – 1968 The Birthday Party – als Stanley / McCann
- 1966 Slapstick Tragedy – als politieagent / zanger

- Biblioteca Nacional de España: XX4902954
- International Standard Name Identifier: 0000 0000 3566 940X
- Library of Congress Control Number: n94019711
- Virtual International Authority File: 107005990